# モーリッツ・モシュコフスキ
モーリツ・モシュコフスキ（Moritz Moszkowski, 1854年8月23日 ヴロツワフ - 1925年3月4日 パリ）はポーランド出身のユダヤ系ピアニスト、作曲家、指揮者。
ポーランド語名マウリツィ・モシュコフスキ（Maurycy Moszkowski）で、モーリツとはそのドイツ語名。ポーランドの血は父方から受け継いでいるだけであった。今日ではあまり有名とはいえないが、生前は高い尊敬と人気を集めたピアニストであった。また、ピアノ学習者がショパンのエチュードの導入などに習う「15の熟練のための練習曲 15 Études de Virtuositié 作品72」の作曲者として名を知られている。彼の兄であるアレクサンダーはベルリンの著名な作家、風刺家だった。

## 生涯

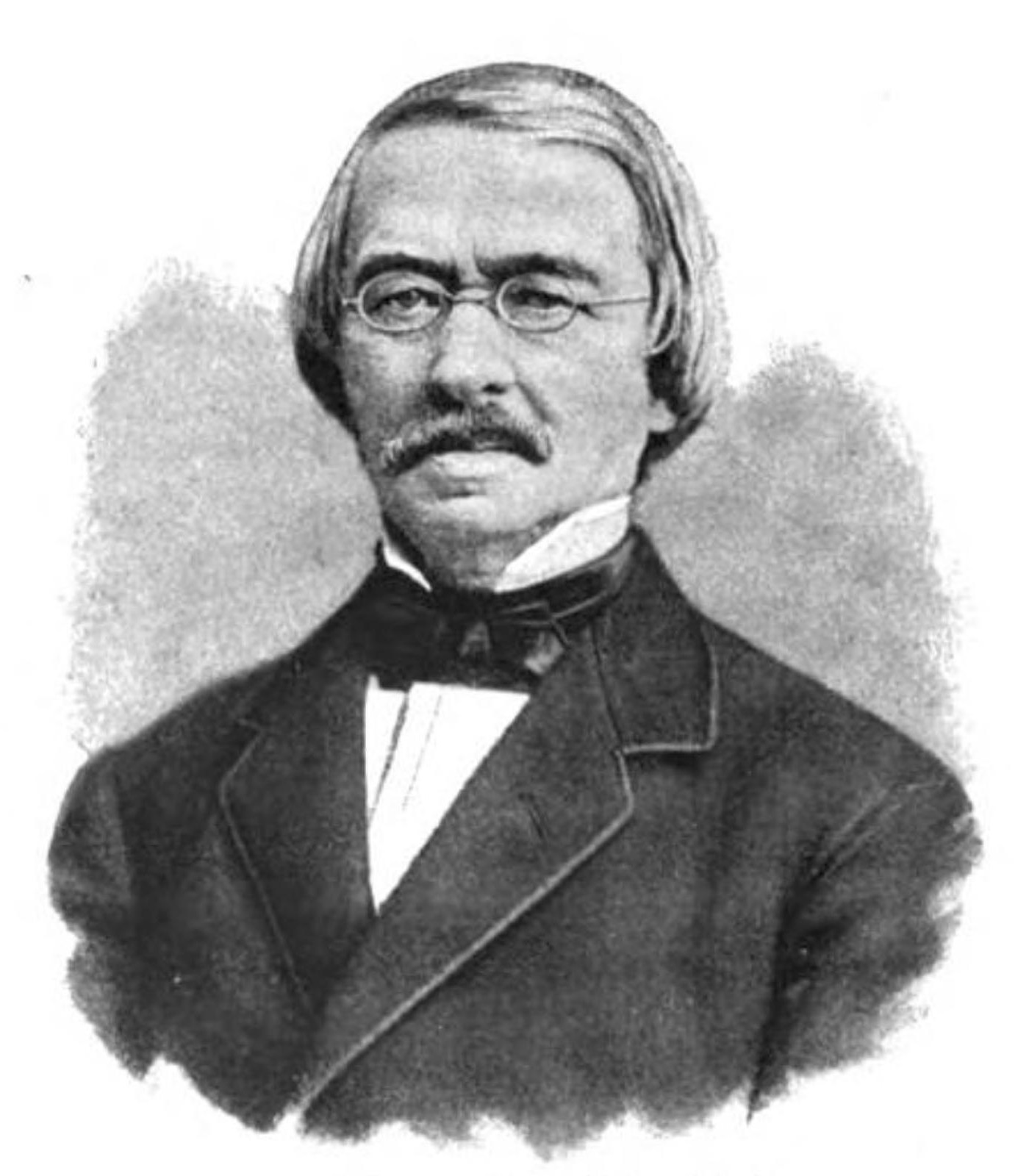
テオドール・クラク

プロイセン王国のブレスラウ（現ポーランドのヴロツワフ）に生まれる。一家は1852年にザヴィエルチェに程近いピリカ からブレスラウに移り住んだ、裕福なユダヤ系ポーランド人である。当時多くのユダヤ人が出自を明らかにしたがらなかったのに対し、モシュコフスキは熱心なユダヤ教徒であった。彼はまだほんの幼い頃から早くも才能を示すようになり、1865年から家庭で音楽教育を受け始めた。その後、一家はドレスデンに移り住み、彼は音楽院に入学してピアノの修行を継続した。1869年にはベルリンへ向かい、まずユリウス・シュテルンのシュテルン音楽院でエドゥアルト・フランクにピアノを、フリードリヒ・キールに作曲を師事、続いてテオドール・クラクの新音楽アカデミー（Neue Akademie der Tonkunst）において、作曲をリヒャルト・ヴュルストに、管弦楽法をハインリヒ・ドルンに師事した。兄弟子にクサヴァーとその兄フィリップのシャルヴェンカ兄弟がおり、二人とは親しい間柄となった。1871年にはクラクの勧めを受け音楽アカデミーの教員となり、ヴァイオリニストとしての成功を目指してその管弦楽団の第1ヴァイオリンで演奏することもあった。
1873年にモシュコフスキは初めてピアニストとして成功を収め、まもなく近隣の都市を巡演して経験を積むと同時に名を揚げていく。2年後には、彼はマチネで自作のピアノ協奏曲の2台のピアノへの編曲版を、フランツ・リストと共にリスト自身によって招待された聴衆を前に演奏している
1875年からベルリン音楽院で教員を続けながら、多くの教え子をとった。フランク・ダムロッシュ、ホアキン・ニン、アーネスト・シェリング、ホアキン・トゥリーナ、カール・ラッチムンド、エルンスト・ジョナス（Ernst Jonas）、ヴィルヘルム・ザックス（Wilhelm Sachs）、ヘレネ・フォン・シャック（Helene von Schack）、アルベルト・ウルリッヒ（Albert Ulrich）そしてヨハンナ・ヴェンゼル（Johanna Wenzel）である。そしてモシュコフスキはヨーロッパ中を演奏旅行してまわり、傑出したピアニスト、素晴らしい作曲家として名声を得ると同時に、指揮者としても一目置かれるようになっていった。彼は1884年にピアニストで作曲家のセシル・シャミナードの妹であるアンリエッタ・シャミナード（Henriette -）と結婚し、マルセル（Marcel）という息子とシルヴィア（Sylvia）という娘の二人の子どもをもうけた。1880年代半ばまでにモシュコフスキは腕の神経の異常に苦しむようになり、リサイタルを行うことが次第に難しくなっていった。代わりに彼は作曲、教育、指揮活動に力を入れるようになる。1887年にはロンドンに招かれ、そこで彼は自作の管弦楽曲の多くを紹介する機会に恵まれた。彼はロンドンでロイヤル・フィルハーモニック協会の会員に認められる名誉に与っている。3年後、妻が彼の元を離れて詩人のルートヴィヒ・フルダ に連れ添うようになり、2年後には二人は離婚することとなった。

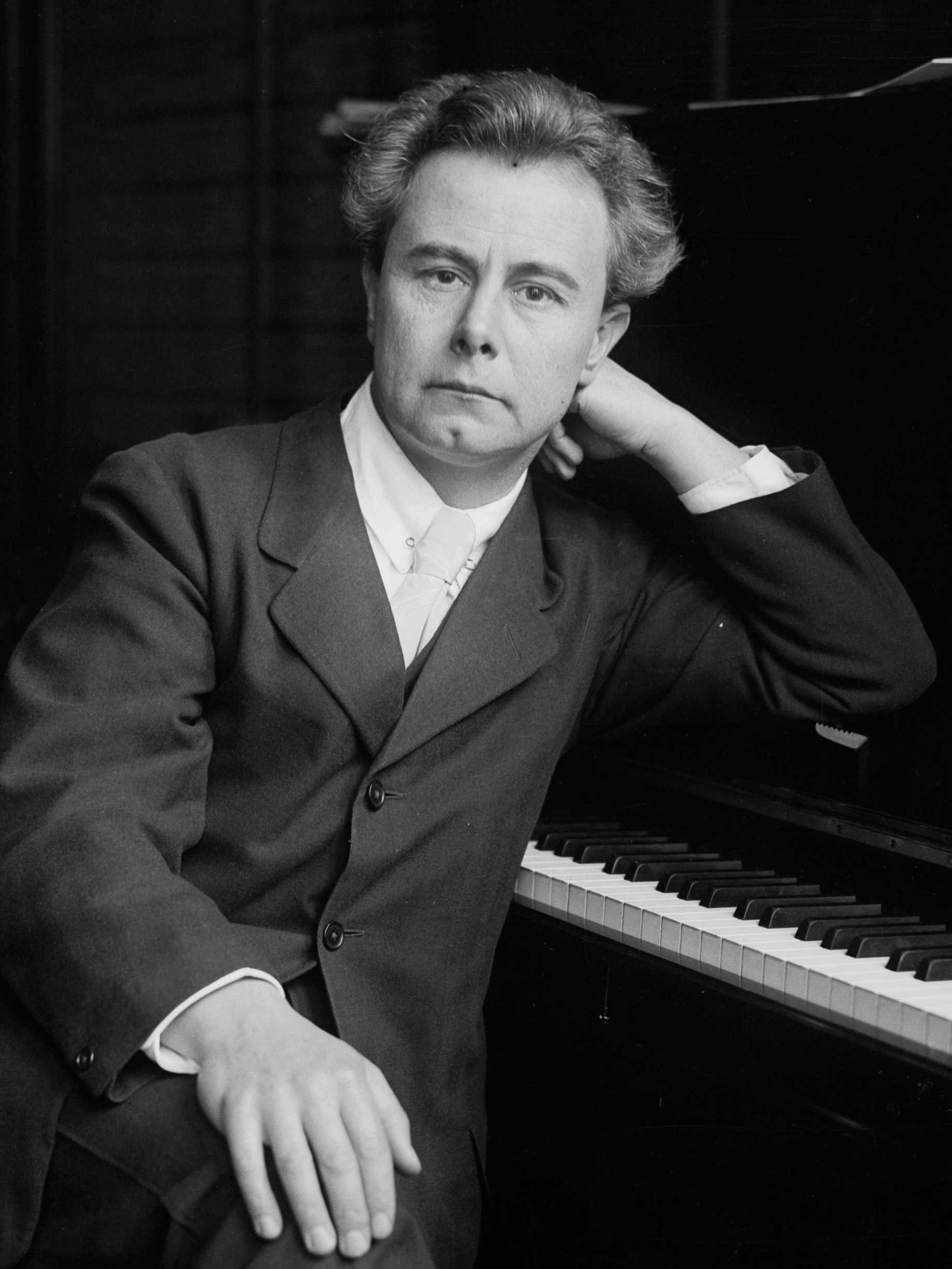
ヨゼフ・ホフマン

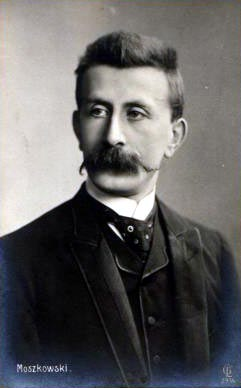
1880年頃のモシュコフスキ

1897年、富と名声を手に入れていたモシュコフスキはパリに移り住み、ブランシェ通り（rue Blanche）で二番目の妻と娘の3人で暮らした。パリでの彼は教師として引っ張りだこであり、いつでも野心溢れる音楽家たちのために親身に時間を割いた。パリでの彼の教え子にはヴラド・ペルルミュテール、ワンダ・ランドフスカ、1904年にアンドレ・メサジェの助言に従い管弦楽法の個人レッスンを受けに来たトーマス・ビーチャム、モシュコフスキをして彼が人から教わるべきことは何もないと言わしめたヨゼフ・ホフマン、そして非公式な指導ながらもギャビー・カサドシュがいる。夏には、フランスの小説家で詩人であったアンリ・ミュルジェールの所有するモンティニー 近くの別荘を借りた。1899年にはベルリンアカデミーの教職員に選任された。彼は何度もアメリカのピアノ製造会社に招かれてピアノの宣伝を頼まれたが、いくら報酬を積まれても依頼を断り続けた 。
1908年、54歳の時、モシュコフスキは健康状態が悪化しはじめたため隠居していた。彼の人気はかげりを見せ、また経歴には暗雲が立ち始めていた。彼は作曲の弟子を取るのを止めてしまった。その理由はこうである。「彼らは頭のおかしい芸術家のように作曲をしたがるんだ。スクリャービンやシェーンベルク、ドビュッシー、サティみたいにね・・・。」1910年には2番目の妻もまた娘を連れて彼の元を離れ、彼の親友と一緒になってしまう。モシュコフスキはこの私生活の悲劇から、ついに完全に立ち直ることはできなかった。
晩年のモシュコフスキは貧困にあえいだ。全ての著作権を売却したのと、ドイツ、ポーランド、ロシアの公債につぎ込んだ財産が第一次世界大戦勃発により失われてしまったからである。彼の教え子である二人、ヨゼフ・ホフマンとベルンハルト・ポラック が彼を援助した。仲立ちとなって、モシュコフスキのオペラ「ボアブディル Boabdil」の新たなピアノ編曲版をライプツィヒのペータース社に送ることで、ポラックは印税と誤魔化した1万フランと1万マルクの贈与、またホフマンからの寄付1万マルクおよび彼自身が拠出した5千マルクをかき集めることができた。1921年12月21日、病と借金苦にあえぐモシュコフスキを見かねて、彼の友人や支援者が彼に代わってカーネギー・ホールで謝恩演奏会を開催した。ステージには15台のグランドピアノが並べられ、それをオシップ・ガブリロヴィッチ、パーシー・グレインジャー、ヨゼフ・レヴィーン、エリー・ナイ、ヴィルヘルム・バックハウス、ハロルド・バウアー らが弾き、フランク・ダムロッシュが指揮をした。一方、パデレフスキは電報で謝罪の意を伝えた。コンサートの興行収入は13,275USドルとなり、一部はモシュコフスキを資金難からすぐに救うためにナショナル・シティ・バンク・オブ・ニューヨークへ移され、またメトロポリタン生命の年金に加入することで生涯年間1,250ドルが受け取れるようにした。しかしながら、モシュコフスキの不調がよくなることはなく、彼は同年3月4日、支給された年金が手元に届く前に胃癌でこの世を去った。得られていた資金は、代わりに彼の葬儀費用に充てられ、また妻と娘に贈られることになった。

## 作品

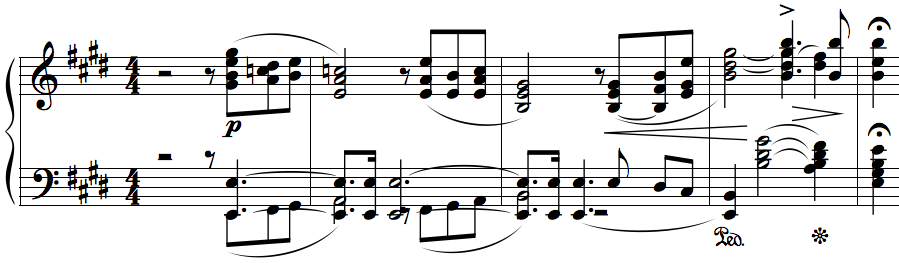
ピアノ協奏曲の冒頭部

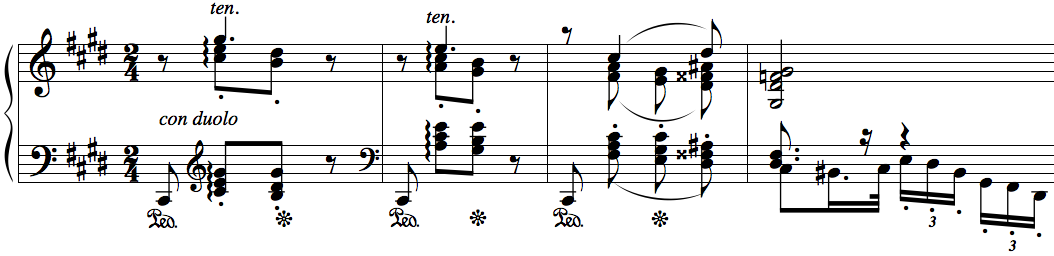
第2楽章 ピアノが主題を受け継ぐ

モシュコフスキの演奏の華麗さ、バランスの良さ、明晰さと彼の技術の完成度は、ヨーロッパのどの都市においても批評家達を熱狂させた。にもかかわらず、彼の音楽は「雄々しさを欠き、女々しい」とも評されている。彼は当時出回っていたピアノのレパートリーにであれば何にでも長じていたが、彼がより称賛を浴びたのは自作の演奏においてであった。彼の演奏会用、サロン向けの楽曲は瞬く間に流行となったが、彼は舞台やコンサートホールで演奏されるような大規模な作品でもまっとうな評価を得ていた。
モシュコフスキは終生その上品さの殻を破ることはなかった。彼は1人でいるのを好んだ。しかし、才能ある若者が助けを必要としている、真面目にやっているのに芽が出ない芸術家が成功するのに力を貸して欲しい、などという話が舞い込んだ際には誰よりも親身になれる人物であった。彼は大変な多作家で200曲以上のピアノ小品を残しており、彼はそれらの作品によって知られる存在となっている。初期の「セレナーデ Serenade Op.15」は世界的に有名で、「愛、ちいさなナイチンゲール Liebe, kleine Nachtigall」等様々な場面で引用されていた。今日よく知られている作品として、ホロヴィッツやアムランが好んで弾く「15の熟練のための練習曲 15 Études de Virtuositié」作品72がある。イリーナ・ヴェレッド（Ilana Vered）が1970年に世界初の全曲録音を行った。小品の多くは華麗でピアニスティックな効果を持ち、中でも「火花 Étincelles Op.36-6」は演奏会の終わりにアンコールとして弾かれる。また、4手のための「スペイン舞曲 Op.12」（1876年出版）は有名であり、フィリップ・シャルヴェンカが独奏用、管弦楽用に編曲している
「ヴァイオリン協奏曲 ハ長調 Op.30」と「ピアノ協奏曲 ホ長調 Op.59」のほか、3つの管弦楽組曲（Op.39、47、79）、交響詩「ジャンヌ・ダルク Jeanne d'Arc Op.19」など、より大規模な作品も遺されている。彼のオペラ「ボアブディル 最後のムーア人の王 Boabdil der letzte Maurenkönig Op.49」はグラナダの歴史を題材に採った作品で、1892年4月21日にベルリン国立歌劇場で初演された。また翌年にはプラハやニューヨークでも再演されている。現在は演奏の機会に恵まれないが、当時数年の間はそのオペラのバレエの音楽は非常に人気が高かった。彼は1896年に3幕のバレエの「ラウリン Laurin」を作曲している。
パデレフスキはモシュコフスキの作品を聴いて、「ショパン以降に、ピアノのためにどのように作曲すればよいかを心得ていた」作曲家であると評した。

## 逸話
モシュコフスキは機智に富む人物だった。ドイツの指揮者、ヴィルトゥオーゾ・ピアニスト、そして作曲家であったハンス・フォン・ビューローが自らの著書にこう記した。「バッハ（Bach）、ベートーヴェン（Beethoven）、ブラームス（Brahms）。それ以外は馬鹿者（クレタン）だ。」これに対しモシュコフスキはこう返した。「メンデルスゾーン（Mendelssohn）、マイアベーア（Meyerbeer）、そして不肖私モシュコフスキ（Moszkowski）。それ以外はクリスチャン（クレティアン）ですね！
」
自叙伝を書いて欲しいというドイツ系アメリカ人の作曲家、エルンスト・ペラボ からの依頼を受けた時、モシュコフスキはこう返答を書き送った。「もし以下の2つの理由がなければ、私のピアノ協奏曲の楽譜を喜んで送らせてもらったのですが。第一に、それに価値がないこと。第二に、私がより良い作品の勉強に取り組むときに、ピアノの椅子を高くするのにそれが一番便利であること（その楽譜は400ページあるのです）。」

## その他
日本の音楽ユニットであるALI PROJECTの楽曲にはいくつかの引用がみられる。
- 『名なしの森』イントロ
  - 8 Morceaux caractéristique Op.36-6 Étincelles
- 『春蚕』 ラスト
  - 10 Pièces mignonnes, Op. 77-9
- 『極楽荊姫』 間奏
  - Walzer, Op.15-5
- 『KING KNIGHT』
  - 10 Pièces mignonnes, Op. 77-3
- 『薔薇架刑』Aメロ サビ
  - 10 Pièces mignonnes, Op. 77-3(Aメロ)
  - 10 Pièces mignonnes, Op. 77-4(サビ)
- 『逢魔ヶ恋』間奏
  - 10 Pièces mignonnes, Op. 77-4

## 伝記
- Maurice Hinson, Moszkowski - 20 Short Studies Op. 91 (Alfred Masterwork Edition), Alfred Music Publishing (2002), ISBN 0739023489
- Maurice Hinton, Moszkowski - 15 virtuosic etudes: "Per aspera" Op. 72 (Masterwork Edition Series), Alfred Music Publishing (1992), ISBN 0739005391
- Gdal Saleski, Famous musicians of Jewish origin, pp. 123–124, Bloch Pub. Co. - New York (1949)